# John Paul Getty III
John Paul Getty III (Minneapolis, 4 novembre 1956 – Wormsley Park, 5 febbraio 2011) è stato un imprenditore statunitense con cittadinanza irlandese.
Appartenente alla famiglia Getty e primo dei quattro figli di John Paul Getty Jr., è stato il padre dell'attore Balthazar Getty, fratello del presidente della Getty Images, Mark, nonché nipote del petroliere miliardario Jean Paul Getty, fondatore della compagnia statunitense Getty Oil.

## Biografia
John Paul Getty III trascorse buona parte dell'infanzia a Roma quando suo padre John Paul Getty Jr. guidava la filiale della compagnia petrolifera di famiglia Getty Oil. I genitori divorziarono nel 1964, quando il bambino aveva otto anni, e suo padre si risposò nel 1966 con la modella e attrice Talitha Pol. Durante gli anni sessanta la famiglia adottò uno stile di vita hippy, trascorrendo molto tempo in Gran Bretagna e Marocco. L'11 luglio 1971 la matrigna morì a Roma per un'overdose di eroina. All'età di quindici anni John Paul III era già stato espulso da sette scuole, aveva posato nudo per una rivista erotica e assumeva regolarmente sostanze stupefacenti.
Rimasto a Roma, Getty viveva con la madre Gail Harris nel quartiere Parioli e frequentava la St. George's British International School. All'inizio del 1972 fu espulso dalla scuola dopo aver dipinto nell'atrio dell'edificio una scritta offensiva alta quasi due metri, indirizzata al preside. Mentre suo padre era nel Regno Unito, il ragazzo conduceva in Italia uno stile di vita sregolato, frequentando night club e prendendo parte a manifestazioni di sinistra. Dotato di notevole talento artistico, secondo alcune testimonianze, si guadagnò da vivere realizzando gioielli, vendendo dipinti e facendo la comparsa in alcuni film. La rivista erotica Playmen pagò Getty 1000 dollari per apparire nudo e in copertina su un numero che sarà pubblicato nell'agosto 1973, un mese dopo il suo rapimento.

### Il sequestro
Alle tre del mattino del 10 luglio 1973, il sedicenne Getty fu rapito in piazza Farnese a Roma per opera della 'ndrangheta, l'organizzazione mafiosa calabrese collegata alle cosche ('ndrine) dei Mammoliti, Piromalli e Femiaimprigionato in una cantina sotterranea nei pressi della stazione di Sicignano degli Alburni (SA).
Tre mesi dopo, l'orecchio destro e una ciocca di capelli di John Paul furono fatti pervenire dai rapitori alla redazione romana del quotidiano Il Messaggero, allo scopo di indurre l'inflessibile nonno a pagare il riscatto. Alcune fotografie lasciate in un barattolo sul tratto autostradale Roma-Napoli ed una lettera del ragazzo nella quale supplicava la famiglia di pagare i rapitori furono pubblicate successivamente dal giornale Il Tempo. Nel frattempo la salute di Paul cominciò a peggiorare poiché, avendo già contratto la polmonite, la ferita sull'orecchio si infettò  rapidamente. I rapitori, allarmati da questo aggravamento improvviso, trattarono l'infezione con alte dosi di penicillina che provocarono all'ostaggio un'allergia agli antibiotici e più tardi un indebolimento generale e permanente dello stato di salute. Il biografo di Getty, John Pearson, attribuirà il successivo alcolismo di Paul Getty alle grandi quantità di brandy assunte forzatamente nell'ultimo periodo del sequestro, affinché sentisse più calore e l'alcool intorpidisse nello stesso tempo i dolori avvertiti.
La famiglia decise di scendere a patti coi rapitori che ridussero le loro richieste all'equivalente di circa 3 milioni di dollari: il nonno sborsò personalmente la cifra massima deducibile dalle tasse pari a 2,2 milioni ed il resto del riscatto fu pagato dal padre del ragazzo, John Paul Getty Jr.; quest'ultimo però s'impegnerà a restituire ad un interesse del 4% annuo la somma prestatagli dal padre. Le banconote vennero così consegnate ad un emissario e, dietro specifiche indicazioni dei sequestratori, messe all'interno di tre sacchi posti in una zona rurale vicino Rivello. Getty fu quindi liberato il 15 dicembre 1973 sull'autostrada Salerno-Reggio Calabria, ove venne ritrovato da un camionista all'altezza di Lauria (PZ), dopo cinque mesi di segregazione e il pagamento di un miliardo e settecento milioni di lire. Quello stesso giorno il capostipite della famiglia compì ottantuno anni.

Il processo di primo grado per il rapimento di Paul Getty III si concluse a Lagonegro nel luglio 1976 e scagionò dalla fattispecie di reato i due principali indiziati: i capibastone Girolamo Piromalli e Saverio Mammoliti; vennero invece condannati altri due imputati in qualità di esecutori materiali del sequestro. Il denaro del riscatto, tranne poche banconote, non verrà mai rintracciato.

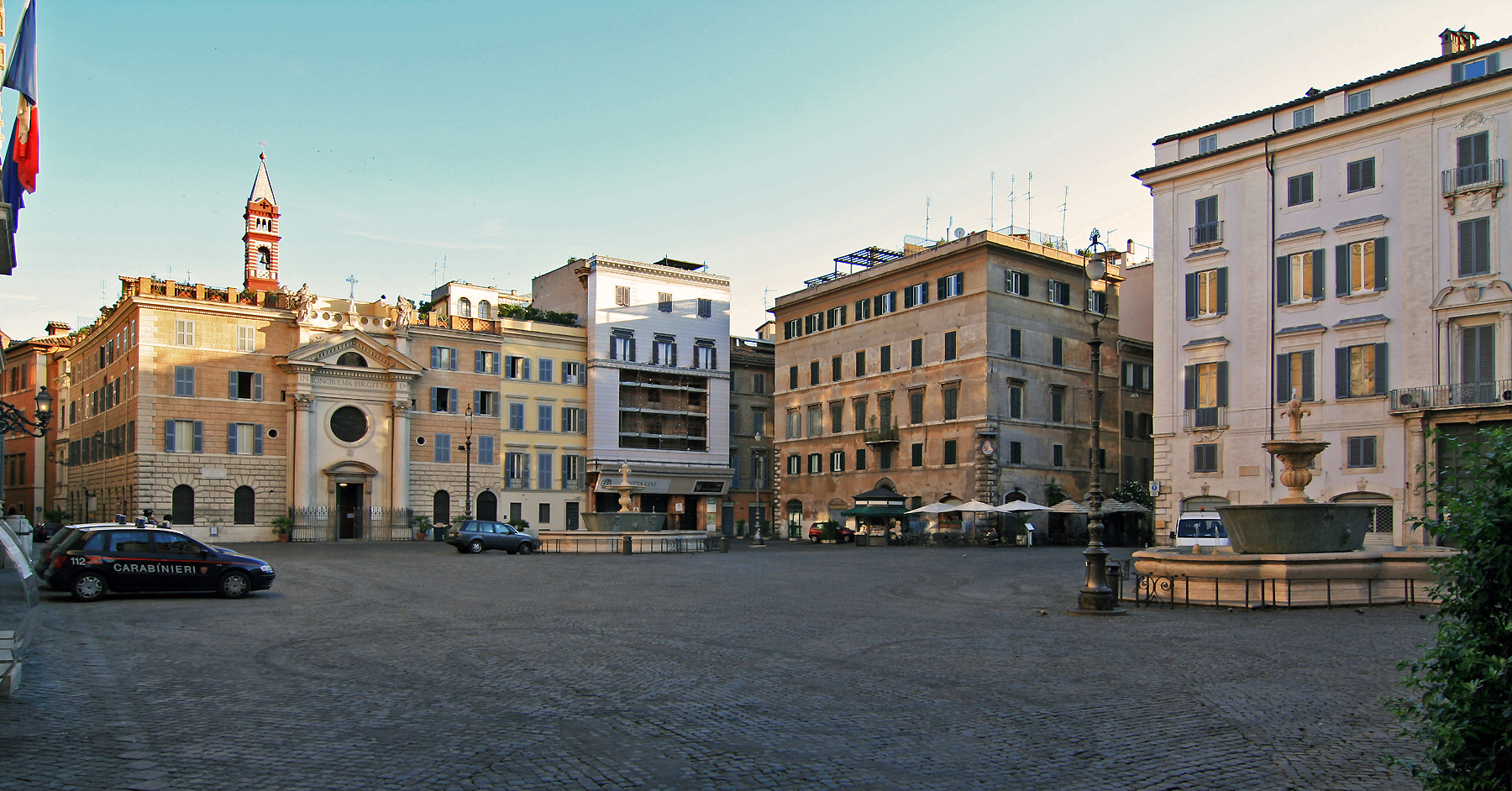
Piazza Farnese a Roma, dove venne rapito il 10 luglio 1973 dalla 'ndrangheta.

### Vita familiare
Nell'autunno del 1974 John Paul Getty III sposò all'età di diciott'anni la tedesca Gisela Martine Zacher (nata Schmidt), incinta di cinque mesi e al suo terzo matrimonio, venendo contemporaneamente diseredato. Conosceva sia lei che la sorella gemella Jutta da prima del suo rapimento. La coppia ebbe un figlio, Paul Balthazar Getty (1975). Poiché Gisela aveva avuto la sua prima figlia Anna (nata Zacher nel 1972) dal precedente matrimonio, Getty III la adottò diventando Anna Getty. La coppia divorziò nel 1993.

### Il cinema
Nel 1980 partecipò alle riprese del film Lo stato delle cose di Wim Wenders. Il regista apprezzava le sue potenzialità recitative e avrebbe voluto impiegarlo in altri film, se l'ictus dell'anno successivo non lo avesse lasciato totalmente inabile.

### La malattia e la morte
Nel 1981, a seguito di un ictus provocato dall'assunzione di una miscela a base di metadone, alcol e valium, divenne quasi cieco, disartrico e paralizzato. In seguito, sua madre si prese cura di lui e fece causa a suo padre per 28.000 dollari al mese per coprire le sue necessità mediche. Non si riprese mai completamente e rimase gravemente disabile per il resto della sua vita. Nel 1987 aveva riacquistato un certo grado di autonomia ed era in grado di andare al cinema, vedere concerti e persino sciare quando era legato ad una struttura metallica. 
Morì nel 2011 all'età di cinquantaquattro anni nella sua tenuta di Wormsley Park, a Wormsley, nella contea di Buckinghamshire in Inghilterra.

## Il sequestro nel cinema e in TV
- Il romanziere inglese A. J. Quinnell fu il primo a sfruttare la vicenda del rapimento di Getty come fonte d'ispirazione per un libro, poi intitolato Man on Fire.
- Nel 1995 fu pubblicato un altro libro scritto da John Pearson intitolato Painfully Rich: The Outrageous Fortunes and Misfortunes of the Heirs of J. Paul Getty che include contenuti significativi sul rapimento.
- Il libro è stato poi rielaborato per l'adattamento cinematografico Tutti i soldi del mondo, diretto da Ridley Scott e uscito nelle sale nel 2017. Nel film il miliardario capostipite Jean Paul Getty è impersonato da Christopher Plummer, mentre John Paul Getty III è interpretato da Charlie Plummer all'età del rapimento e Charlie Shotwell per le scene ambientate durante l'infanzia.
- L'anno seguente, la storia del rapimento è stata riadattata nella serie televisiva Trust, prodotta da Simon Beaufoy e Danny Boyle, con Harris Dickinson nei panni di John Paul Getty III.